# Horgești (gmina)
Horgești – gmina w Rumunii, w okręgu Bacău. Obejmuje miejscowości Bazga, Galeri, Horgești, Mărăscu, Răcătău de Jos, Răcătău-Răzeși, Recea i Sohodor. W 2011 roku liczyła 4583 mieszkańców.